# Francisco José Suñé
Francisco José Suñé Montraguil, né le 1er décembre 1938 à El Rourell (Catalogne), est un coureur cycliste espagnol.  
Professionnel de 1961 à 1966, il a couru principalement pour les équipes Ferrys et Faema-Flandria. Il s’est illustré sur le calendrier ibérique, remportant notamment une étape du Tour du Portugal en 1965. Suñé a également pris part aux trois grands tours (Tour de France, Tour d’Espagne et Tour d’Italie) entre 1962 et 1966.  

## Palmarès
- 1961
  - Trofeo Ayuntamiento de Ripollet
- 1965
  - 1re étape du Tour du Portugal

## Résultats sur les grands tours

### Tour de France
1 participation 
- 1964 : abandon (6e étape)

### Tour d'Espagne
3 participations
- 1963 : 40e
- 1964 : 34e
- 1966 : abandon (11e étape)

### Tour d'Italie
1 participation 
- 1962 : abandon